# اوترویل-سان-لومبر
اوترویل-سان-لومبر (به فرانسوی: Autréville-Saint-Lambert) یک کمون در فرانسه است که در موز (فرانسه) واقع شده‌است. اوترویل-سان-لومبر ۴٫۰۱ کیلومتر مربع مساحت دارد.